# Станоговская
Станоговская — деревня в Сунском районе Кировской области в составе Большевистского сельского поселения.

## География
Находится на расстоянии менее 1 км на север от западной части районного центра поселка Суна.

## История
Известна с 1678 года как починок Боровиковский с 5 дворами, в 1702 году уже деревня Стоноговская (4 двора), в 1764 проживало 95 монастырских крестьян (Успенского Трифонова монастыря) и 19 государственных. В 1873 году учтено было дворов 20 и жителей 151, в 1905 25 и 148, в 1926 33 и 164, в 1950 41 и 144. В 1989 году оставалось 20 жителей.
Постановление Думы Кировской области от 24.02.1998 № 10/11 деревня Станоговщина переименована в деревню Станоговская.

## Население
| 2010 |
| ---- |
| 6    |

Постоянное население составляло 8 человек (русские 100 %) в 2002 году, 6 в 2010.